# Stanisław Lubomirski (wojewoda kijowski)
Stanisław Lubomirski herbu Szreniawa bez Krzyża (ur. w 1704 roku – zm. 19 lipca 1793 roku w Warszawie) – polski magnat kresowy XVIII. w., wojewoda kijowski w latach 1772-1785, wojewoda bracławski w latach 1764-1772, podstoli koronny w latach 1739-1764, starosta sądecki w latach 1735-1746, starosta radomyski i sieciechowski, słynny z awanturniczego życia i rozlicznych przygód.
Był synem wojewody sandomierskiego Jerzego Aleksandra i Joanny Karoliny von Sartzhausen.

## Życiorys
W 1735 otrzymał starostwo grodowe sądeckie, które w 1754 odstąpił Małachowskim. Był posłem na sejm 1738, poseł województwa wołyńskiego na sejm 1740 roku. 29 lipca 1738 roku dostał urząd podstolego koronnego. Poseł województwa kijowskiego na sejm 1744 roku. W 1744 roku został kawalerem Orderu Orła Białego. Pozostawał w zatargach z sąsiadami Potockimi i Jabłonowskimi. Angażował się także w utarczki graniczne z Tatarami. Poseł województwa kijowskiego na sejm konwokacyjny 1764 roku. Występował jako kandydat do korony polskiej. Po swoim wyborze król Stanisław August Poniatowski mianował Lubomirskiego 15 grudnia 1764 wojewodą bracławskim, a w 1766 kawalerem Orderu Św. Stanisława. Sympatyzował z Konfederacją Barską, ale do niej nie należał. Niektóre jego chorągwie wzięły udział w konfederacji. 29 października 1772 został wojewodą kijowskim. Członek konfederacji 1773 roku. Na Sejmie Rozbiorowym 1773–1775 wszedł w skład delegacji wyłonionej pod naciskiem dyplomatów trzech państw rozbiorczych, mającej przeprowadzić rozbiór. 18 września 1773 roku podpisał traktaty cesji przez Rzeczpospolitą Obojga Narodów ziem zagarniętych przez Rosję, Prusy i Austrię w I rozbiorze Polski.
W związku z nawrotami choroby umysłowej krewni wystąpili o ustanowienie kurateli, aby uniknąć trwonienia majątku. W 1785 zrzekł się stanowiska wojewody kijowskiego. Pochowany w katakumbach na Starych Powązkach w Warszawie (rząd 169-7).

## Majątek
W 1738 odziedziczył po ojcu wielki majątek w województwie sandomierskim i kijowskim. Po bezpotomnej śmierci brata Józefa w 1755 wzbogacił go jeszcze o dobra na Wołyniu i Podolu. Na posiadanych terenach prowadził intensywną akcję osadniczą. Był jednym z najbogatszych magnatów w Polsce. Posiadał majątki na Wołyniu: Dubno, Równe i  Świda.

## Rodzina
Żonaty od 1740 z Ludwiką Pociejówną pozostawił córkę Ludwikę (mąż - starosta halicki i czorsztyński Józef Makary hr. Potocki) i czterech synów Ksawerego, Józefa, Aleksandra i Michała.

## Wywód przodków
| 4. Aleksander Lubomirski                              |  |                                |  |  |                         |
|                                                       |  | 2. Jerzy Aleksander Lubomirski |  |  |                         |
| 5. Katarzyna Anna z Sapiehów córka Pawła Jana Sapiehy |  |                                |  |  |                         |
|                                                       |  |                                |  |  | 1. Stanisław Lubomirski |
| 6. Jan Karol von Starzhausen                          |  |                                |  |  |                         |
|                                                       |  | 3. Joanna Startzhausenówna     |  |  |                         |
| 7. Regina Maximiliana Fieger von Hirschberg           |  |                                |  |  |                         |
|                                                       |  |                                |  |  |                         |